# Vallila
Vallila (suédois : Vallgård) est un quartier d'Helsinki, la capitale finlandaise, c'est aussi le nom d'un district de Vallila qui comprend le quartier éponyme.

## Description

### Le quartier de Vallila
Le quartier  de Vallila (en finnois : Vallila kaupunginosa) a 7 242 habitants (1.1.2008)  sur une superficie de 1,30 km2. À la fin 2005, le quartier offre 17 176 emplois.

### Le district de Vallila
Le district de Vallila se compose des quartiers de Hermanni et de Vallila. Le district de Vallila (en finnois : Vallilan peruspiiri) a 10 822 habitants et 20 807 emplois pour une superficie de 2,36 km2.

## Éducation
Parmi les établissements d'enseignement de Vallila figurent l'Académie des Beaux-Arts de l'Université des Arts d'Helsinki.
L'Université d'Helsinki a également des locaux à Vallila dans la rue Teollisuuskatu.
Les services publics de Vallila comprennent une bibliothèque , une école primaire et le Centre de natation de Mäkelänrinne dans la rue Mäkelänkatu.

## Entreprises
S-ryhmä, le Groupe financier OP et le siège de Nordea, entre autres, ont leurs immeubles de bureaux  à Vallila.
Konepaja abrite, entre-autres, le siège de MTV Oy, un site du théâtre national de Finlande et la Train Factory.

## Transports
Les liaisons de transport vers Vallila sont nombreuses: 
les lignes de tramway (1, 6, 6T, 7, 8 et 9) traversent le quartier et environ 60 lignes de bus de la région d'Helsinki. 
La nouvelle ligne de tram 13 Nihti-Pasila, sera achevée à Vallilanlaakso en 2024.

## Espaces verts
Valilla compte de nombreux parcs : Vallilanlaakso, Vallilan puisto, Hollolan puisto, Hattulan lehto, Paavalinpuisto, Nokianpuisto, Puijon puistikko, Hauhon puisto, Hartolanpuisto, Keuruun puisto, Roineenpuisto, Elimäen puistikko, Jämsänpuistikko, Pälkäneenpuisto, Dallapénpuisto et Konepajanpuisto.

## Galerie

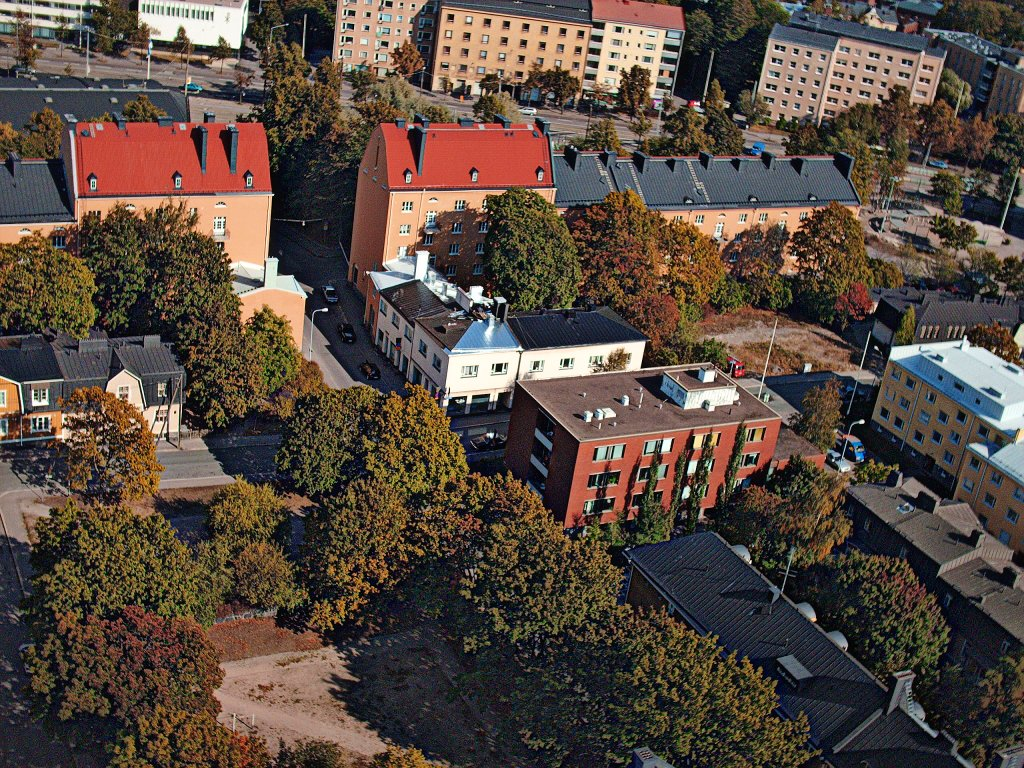
Vue aérienne de Vallila, la rue Hämeentie en arrière-plan.
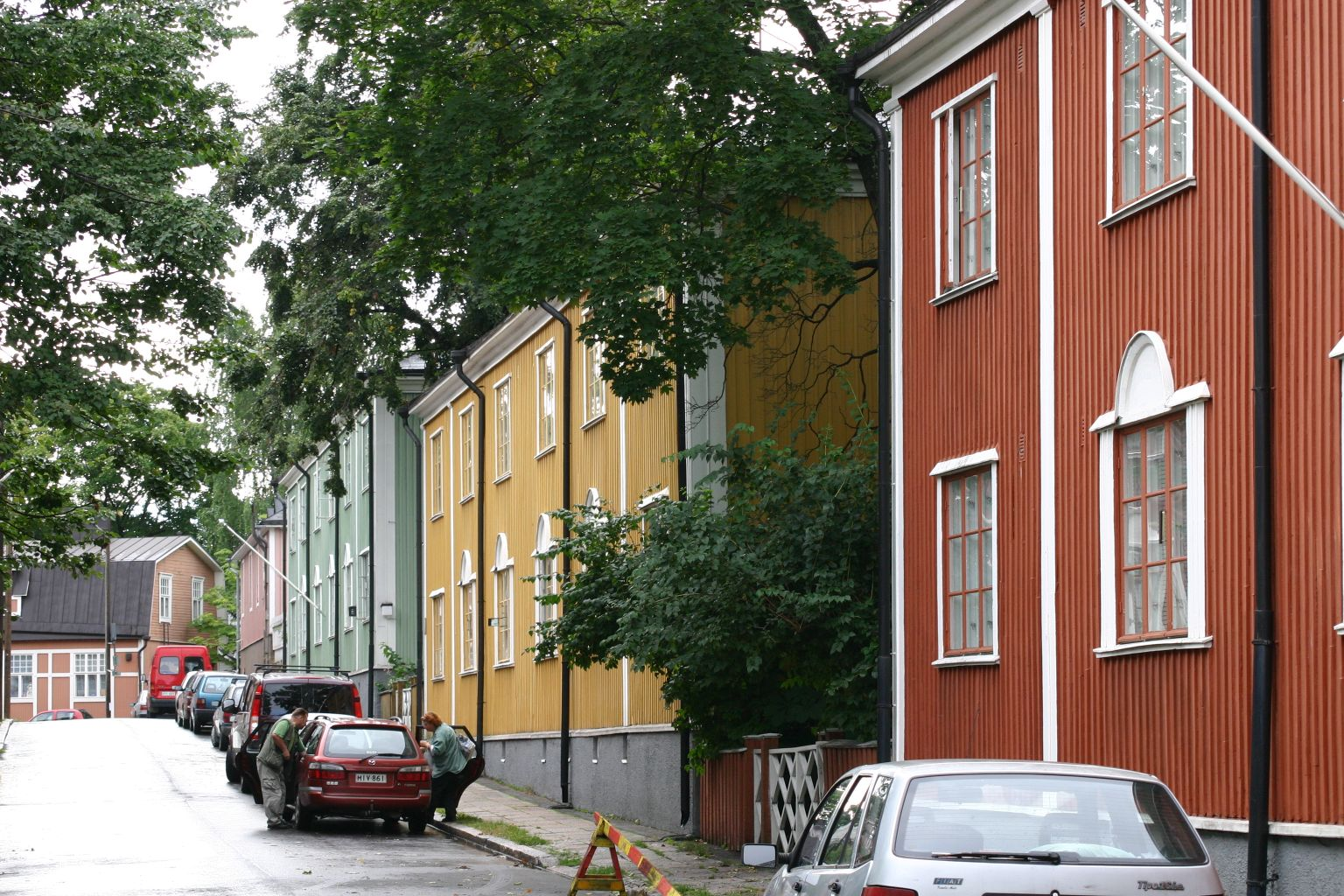
Puu-Vallilaa.
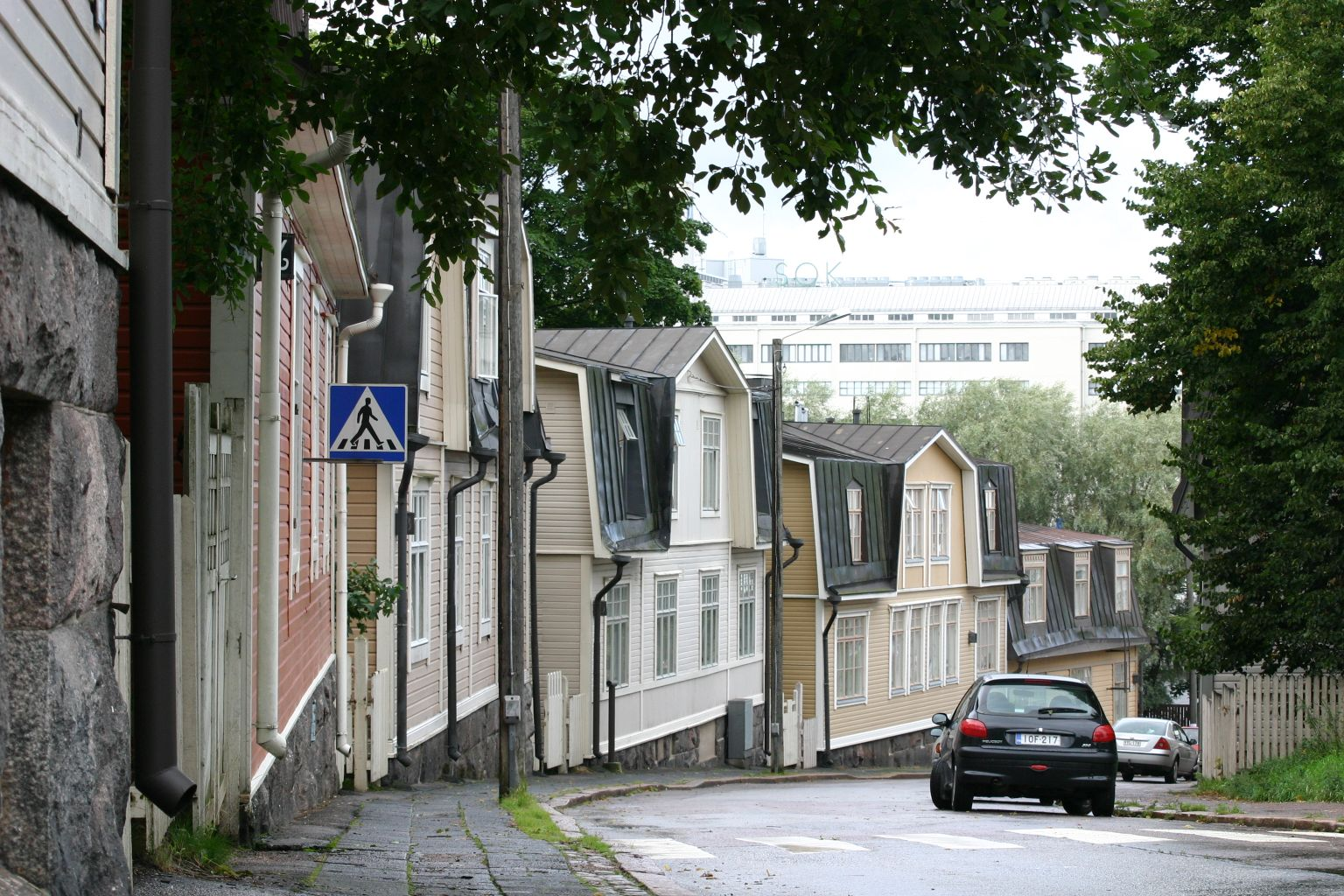
Puu-Vallilaa.
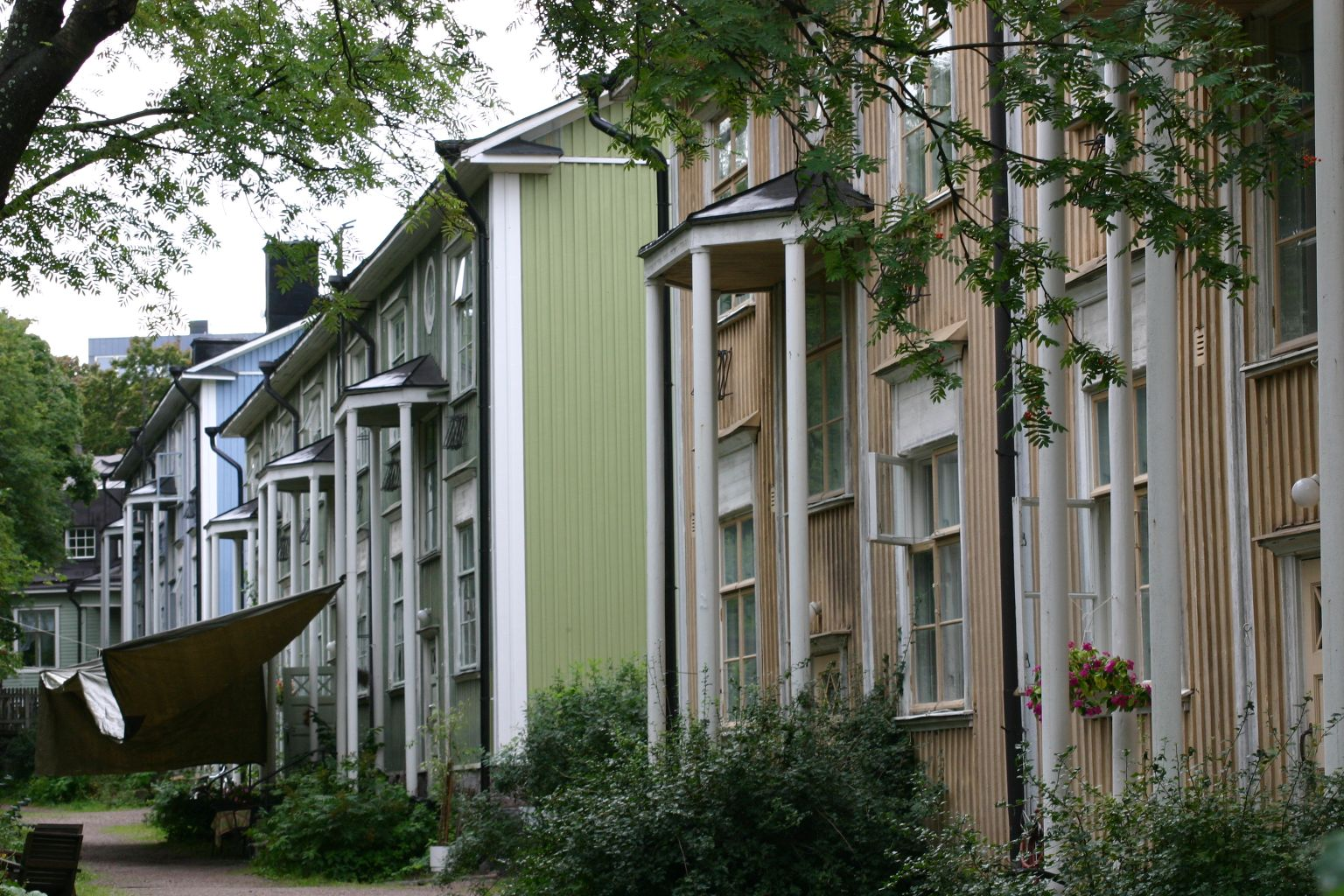
Cours de maisons à Puu-Vallila.
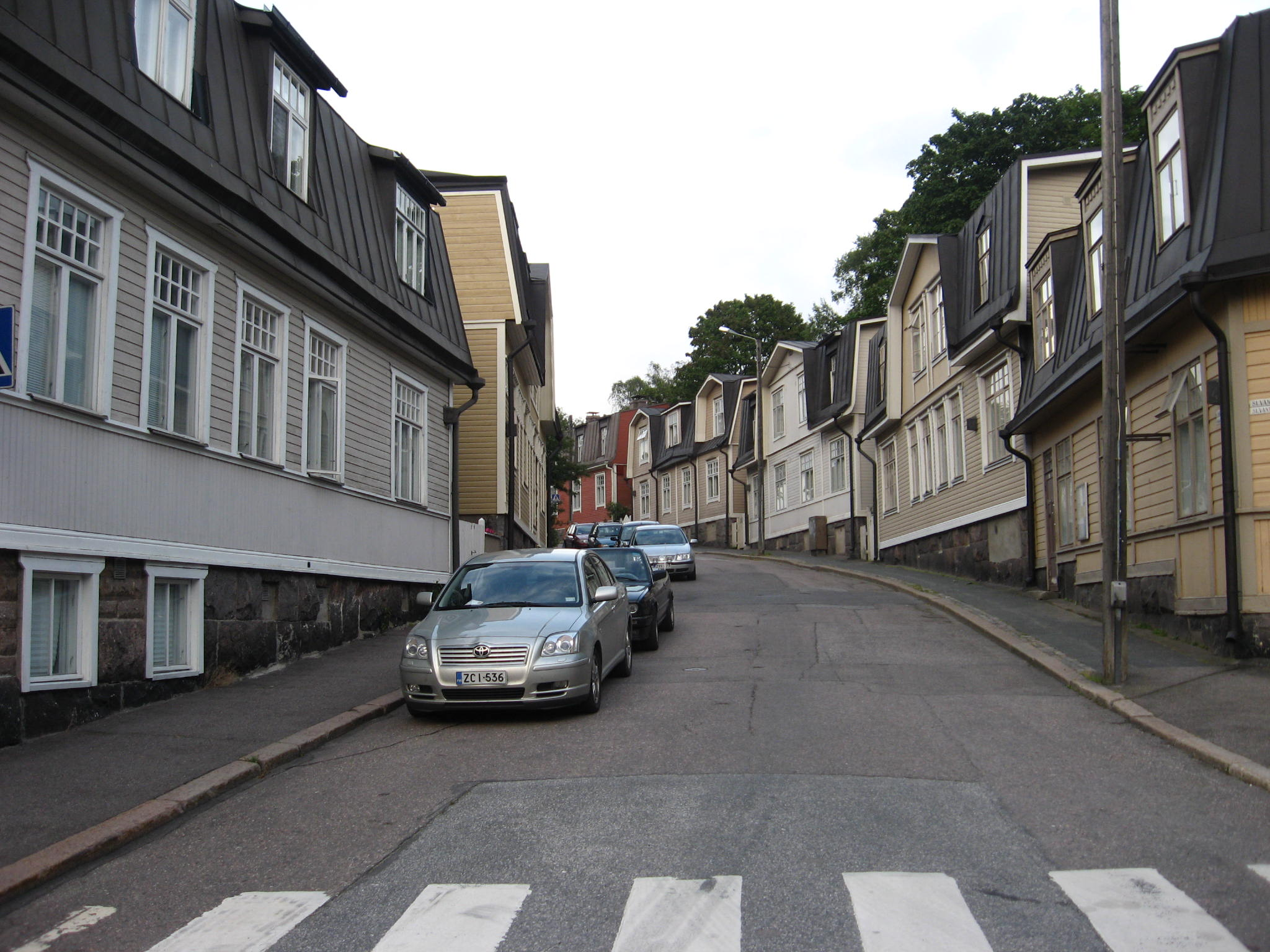
Croisement de la rue Vallilantie et de la rue Suvannontie.
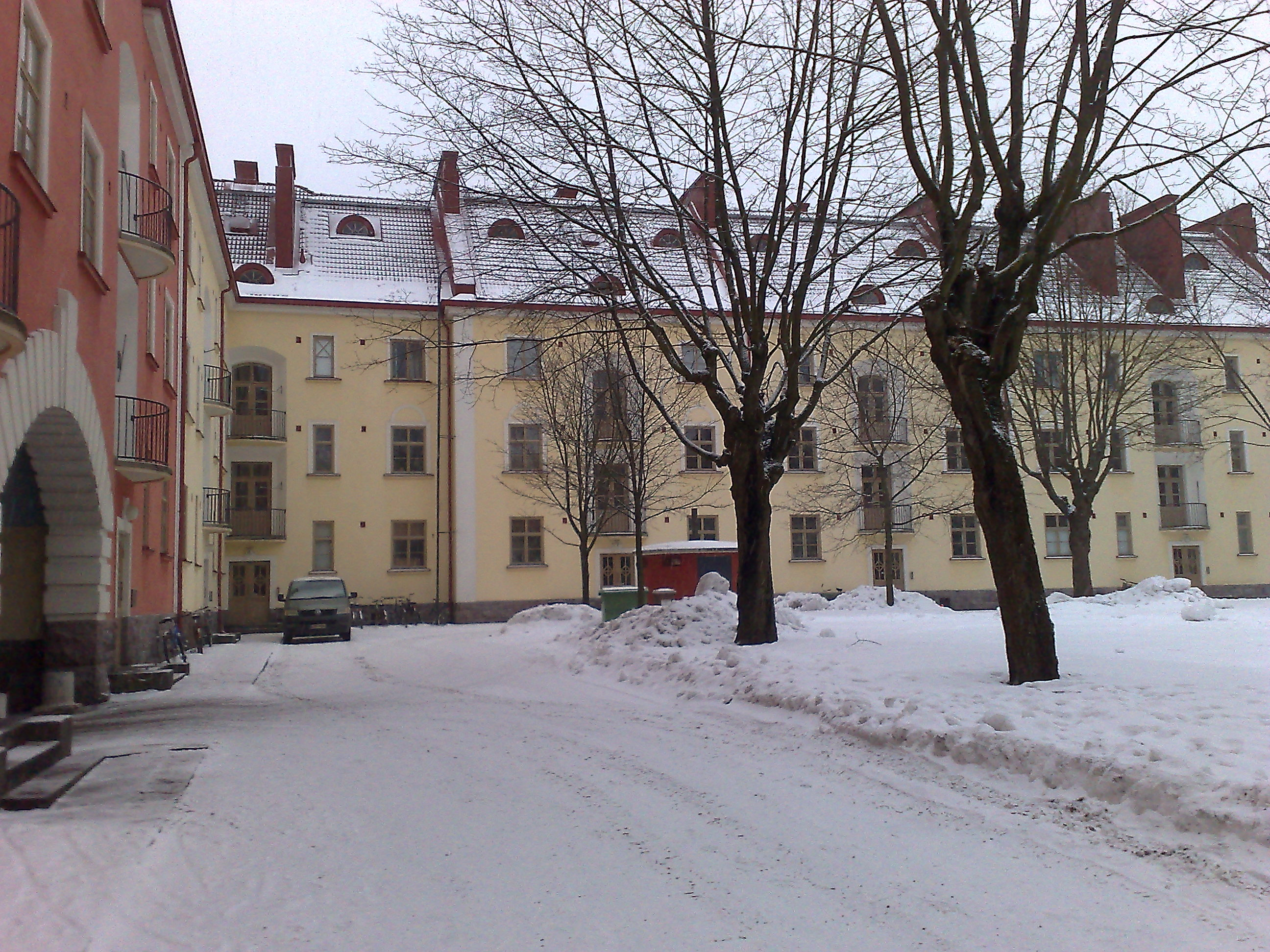
Cours d'immeubles de la rue Somerontie.
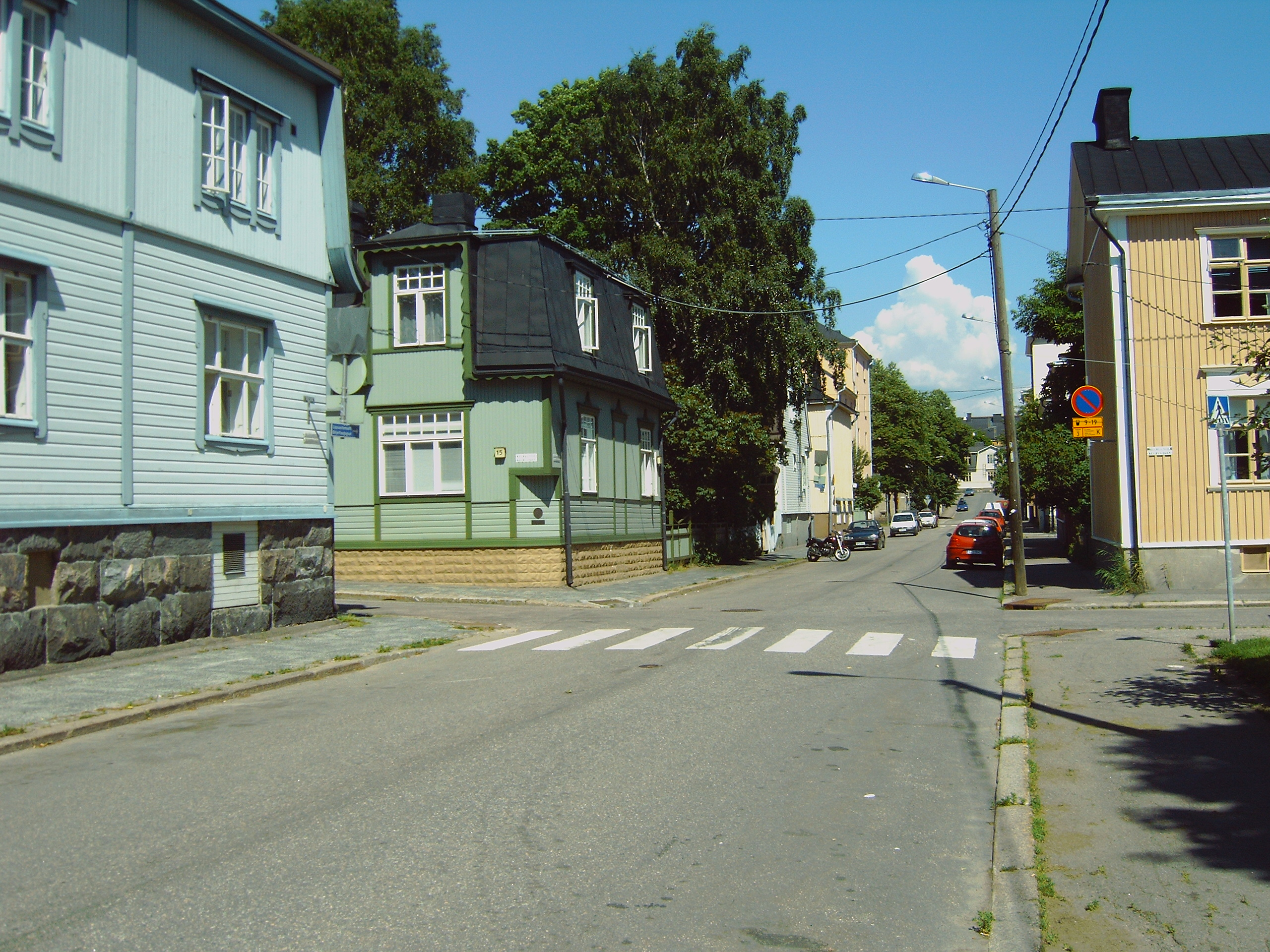
Rue Suvannontie
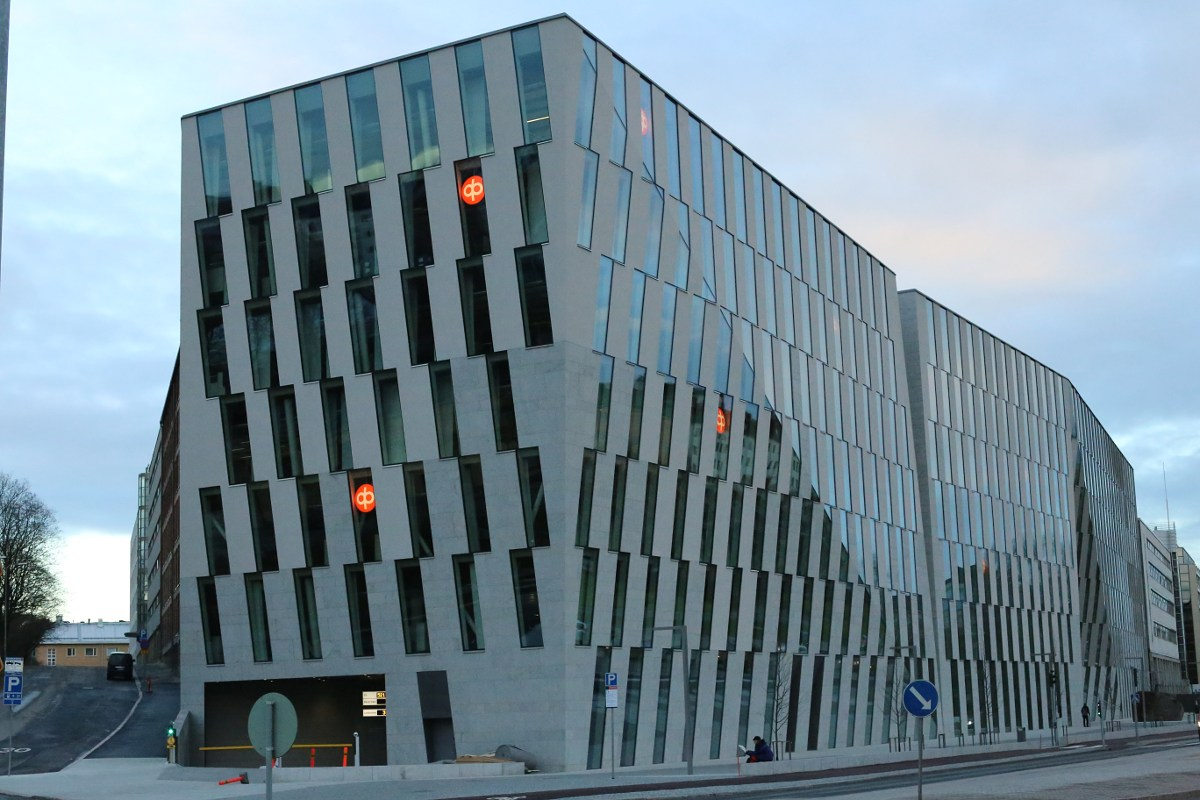
Siège du groupe OP.
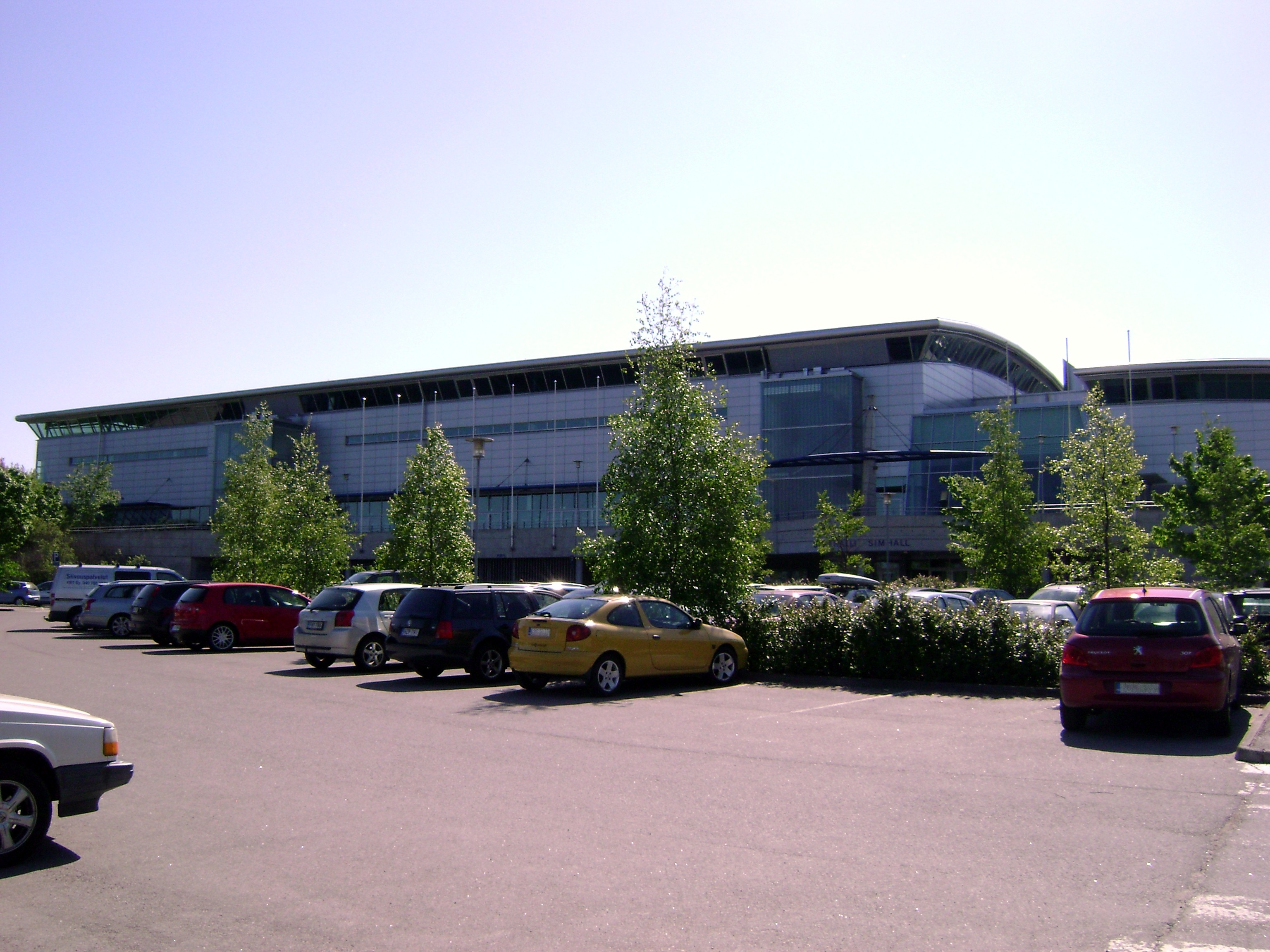
Piscine de Mäkelänrinne
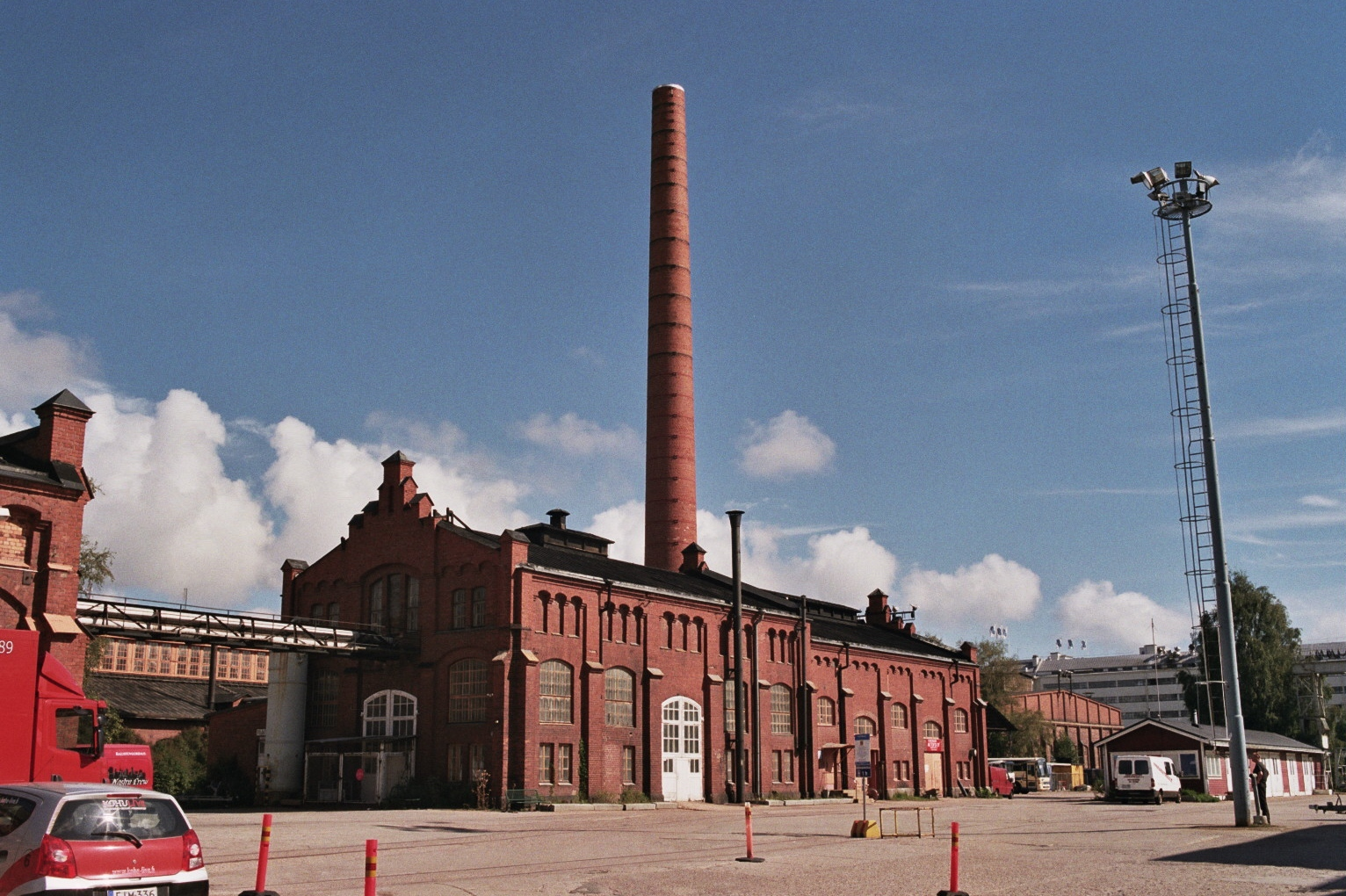
Ateliers d'usinage de Pasila
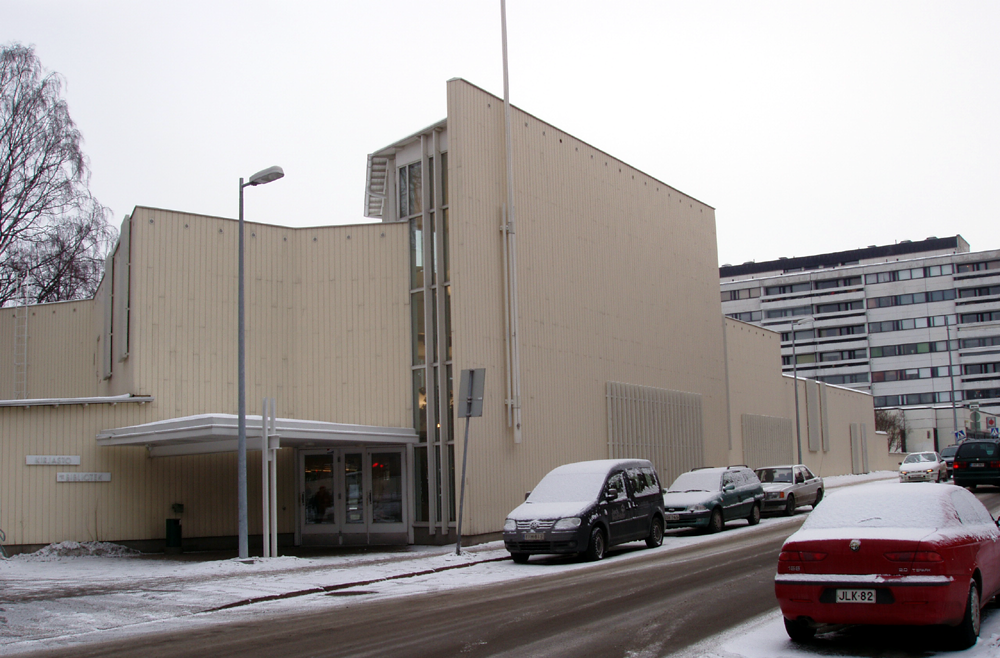
Bibliothèque de Vallila
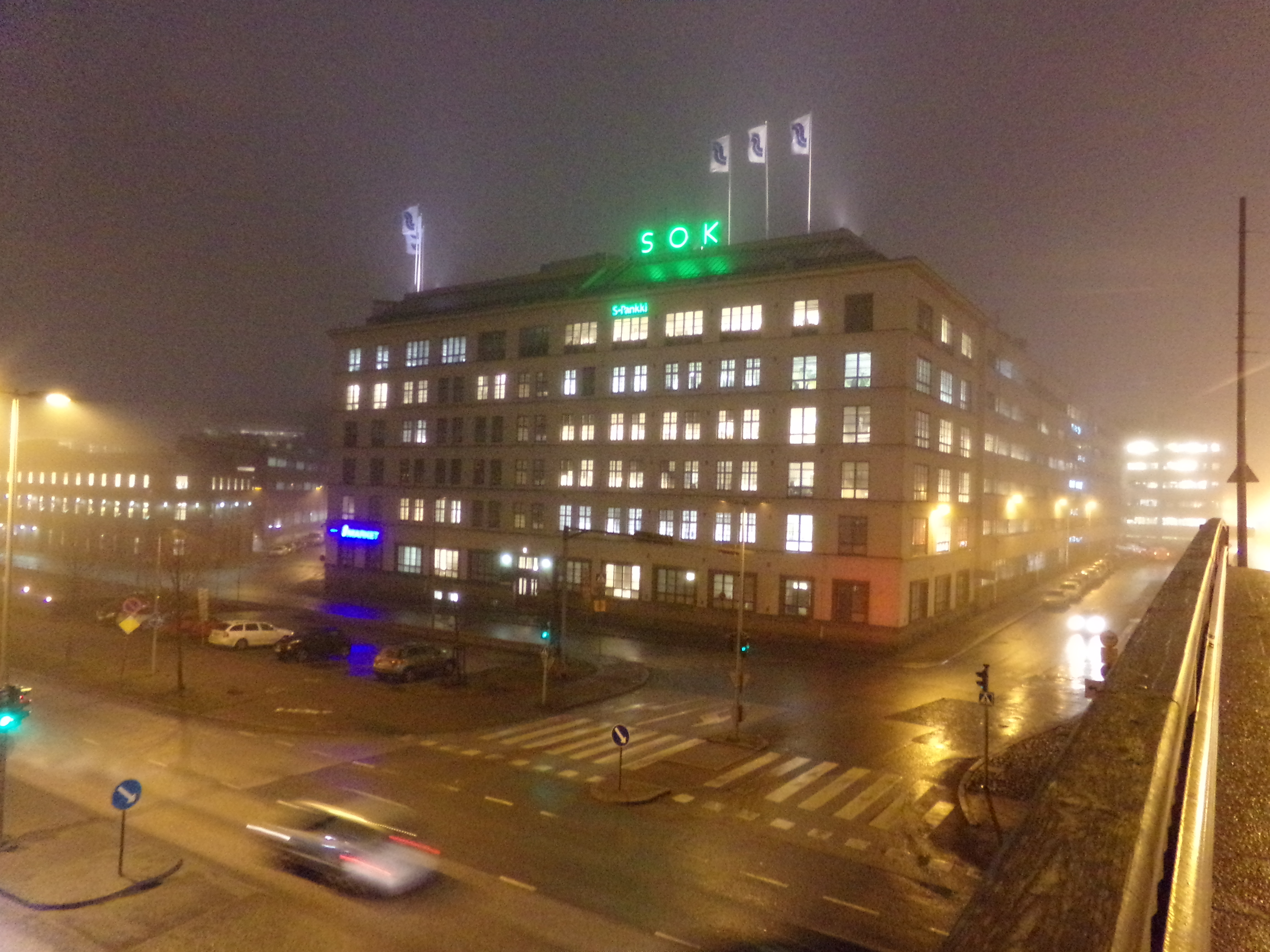
Siège de SOK.